# Міжселенна територія Пурівського району
Міжселенна територія Пу́рівського району (рос. Межселенная территория Пуровского района) — муніципальне утворення у складі Пурівського району Ямало-Ненецького автономного округу Тюменської області, Росія.
Згідно із законами територія напряму підпорядковується районній владі.
Населення міжселенної території становить 48 осіб (2017; 87 у 2010, 164 у 2002).
Нині на міжселенні території розташоване село Толька, яка станом на 2002 рік перебувала у складі Халесовинської сільської ради.